# William Saward
William George Saward (ur. 15 września 1868 w Thurrock, zm. 1944) – brytyjski lekkoatleta.
Brał udział w maratonie na Letnich Igrzyskach Olimpijskich 1900.